# Aku-Kimmo Ripatti
Aku-Kimmo Ripatti, född 12 juli 1931 i Borgå, död 18 februari 1994 i Uleåborg, var en finländsk författare. Han var son till tillika författaren Iris Uurto.
Ripatti avlade folkskollärarexamen 1954 och verkade som lärare på olika orter främst i norra Finland; han var 1972–1975 länskonstnär i Uleåborgs län. Sin författarbana inledde han som aforistiker och lyriker med böckerna Luodemailta (1962) och Kolmen vuoden lumet (1964). Bland hans senare arbeten märks romanen Syrjämaa (1974), där handlingen utspelar sig i nordfinländsk småbrukarmiljö och tangerar den efterkrigstida problematiken kring utvecklingsområdena. Han utgav även en dokumentärroman om sin moder, Iris (1988).